# Franz Toula
Franz Toula (Vienna, 20 dicembre 1845 – Vienna, 3 gennaio 1920) è stato un geologo, mineralogista e paleontologo austriaco.

## Biografia
A partire dal 1863 studiò presso il Politecnico di Vienna (in seguito, conosciuto come Technische Hochschule Wien), dove fu allievo e assistente di Ferdinand von Hochstetter. In seguito, lavorò per diversi anni come insegnante nel ginnasio di Vienna. Nel 1880 divenne professore associato presso la Technische Hochschule, dove dal 1884 al 1917 servì anche come professore ordinario di mineralogia e geologia. Nel 1893/94 fu rettore accademico, e co-fondatore del Naturwissenschaftlichen Orientverein.
Dal 1870 in poi, eseguì delle indagini geologiche nei Balcani, e autore di numerose pubblicazioni. Più tardi, ampliò la sua ricerca per includere l'Impero ottomano e la Crimea. Condusse importanti studi stratigrafici-paleontologici nelle vicinanze di Vienna.

## Opere
- Eine geologische Reise in den westlichen Balkan und in die benachbarten Gebiete, 1876.
- Mineralogische und petrographische Tabellen, 1886.
- Die Steinkohlen, ihre Eigenschaften, Vorkommen, Entstehung und nationalökonomische Bedeutung, 1888.
- Geologische Untersuchungen im centralen Balkan, 1889.
- Reisen und geologische Untersuchungen in Bulgarien, 1890.
- Lehrbuch der Geologie : ein Leitfaden für Studierende, 1900.
- Das Nashorn von Hundsheim, 1902.
- Paläontologische Mitteilungen aus den Sammlungen von Kronstadt in Siebenbürgen, 1911.[4]